# Bassett (Kansas)
Bassett é uma cidade localizada no estado americano de Kansas, no Condado de Allen.

## Demografia
Segundo o censo americano de 2000, a sua população era de 22 habitantes. 
Em 2006, foi estimada uma população de 22, um aumento de 0 (0.0%).

## Geografia
De acordo com o United States Census Bureau tem uma área de 
0,3 km², dos quais 0,2 km² cobertos por terra e 0,1 km² cobertos por água.

## Localidades na vizinhança
O diagrama seguinte representa as localidades num raio de 20 km ao redor de Bassett. 